# Lepilemur jamesorum
Lepilemur jamesorum  (лат.) — вид лемуров из семейства Лепилемуровые. Эндемик Мадагаскара.

## Классификация
Изначально получил видовое название Lepilemur jamesi, однако в 2009 году имя было исправлено на Lepilemur jamesorum. Видовое название дано в честь семьи Ларри, Джаннет и Барри Джеймсов, оказывающих спонсорскую поддержку исследованиям мадагаскарских лемуров.

## Описание
Один из крупнейших видов лепилемуров. Длина составляет от 60 до 67 см, из которых на хвост приходится от 28 до 32 см. Средняя масса составляет 0,78 кг. Шерсть преимущественно бурая. На морде белая отметина вдоль челюстей и горла от подбородка к ушам. На хребте чёрная полоса, идущая вдоль всего тела. За ушами небольшие пятна кремового цвета. Брюхо и грудь более светлого, чем спина, оттенка. Хвост более тёмный к концу. Шерсть короче, чем у родственных видов Lepilemur fleuretae и Lepilemur betsileo.

## Распространение
Известен по образцам из региона Манумбу в юго-восточном Мадагаскаре. Точные северная и южная границы ареала неизвестны, возможно распространён к югу от реки Манампатрана и к северу от реки Мананара.